# Cnemidocarpa hartmeyeri
Cnemidocarpa hartmeyeri är en sjöpungsart som beskrevs av Wilhelm Michaelsen 1918. Cnemidocarpa hartmeyeri ingår i släktet Cnemidocarpa och familjen Styelidae. Inga underarter finns listade i Catalogue of Life.